# Г̣
Cette page contient des caractères spéciaux ou non latins. S’ils s’affichent mal (▯, ?, etc.), consultez la page d’aide Unicode.
Г̣ (minuscule : г̣), appelé gué point souscrit, est une lettre additionnelle de l’alphabet cyrillique utilisée en dans la cyrillisation de l’alphabet arabe. Elle est composée du gué ‹ Г › diacrité d’un point souscrit.

## Utilisations
Dans certaines cyrillisations de l’alphabet arabe, dont celle développée par Ignati Kratchkovski, le gué point souscrit ‹ г̣ › translittère le ġayn ‹ ﻍ ›.
Dans le dictionnaire russe-pachto-dari de Konstantin Aleksandrovitch Lebedev publié en 1983 et les éditions suivantes, le gué point souscrit ‹ г̣ › est utilisé pour translittérer la lettre ẓ̌é ‹ ږ › , aussi parfois translittéré avec le jé point souscrit ‹ ж̣ › ou le jé point suscrit ‹ ж̇ ›.

## Représentation informatique
Le gué point souscrit peut être représenté avec les caractères Unicode suivants :
- décomposé (cyrillique, diacritiques) :

| formes    | représentations | chaînes de caractères | points de code | descriptions                                               |
| --------- | --------------- | --------------------- | -------------- | ---------------------------------------------------------- |
| capitale  | Г̣               | Г◌̣                    | U+0413 U+0323  | lettre majuscule cyrillique gué diacritique point souscrit |
| minuscule | г̣               | г◌̣                    | U+0433 U+0323  | lettre minuscule cyrillique gué diacritique point souscrit |